# کارول یکم
کارول اول (۲۰ آوریل ۱۸۳۹ – ۲۷ سپتامبر ۱۹۱۴) با نام کامل شاهزاده کارل هوهن‌زولرن-زیگمارینگن پادشاه رومانی از ۱۸۶۶ تا ۱۹۱۴ میلادی بود. او در ۲۰ آوریل ۱۸۶۶ میلادی در حالی که طی کودتایی الکساندر لوآن کوزا سرنگون شد، به حکومت شاهزاده‌نشینان متحد رومانی برگزیده گردید. وی پس از آنکه امپراتوری عثمانی را در جنگ روسیه و عثمانی (۱۸۷۷-۱۸۷۸) شکست داد، رومانی را در ۱۸۷۸ میلادی به عنوان دولتی مستقل اعلام کرد (رومانی پیش از آن دست‌نشانده و فرمان‌بردار دولت عثمانی بود). کارول اول در ۲۶ مارس ۱۸۸۱ میلادی رسماً عنوان شاه رومانی یافت. وی اولین شاه خاندان هوهن‌زولرن-زیگمارینگن بود که تا زمان تأسیس جمهوری رومانی در ۱۹۴۷ میلادی، بر این کشور حکومت کردند.
در دوره کارول اول، او شخصاً فرماندهی نیروهای رومانی را در جنگ روسیه و عثمانی بر عهده گرفت و همچنین در محاصره پلونا فرمانده لشکریان متحد روس و رومانی بود. رومانی در این زمان استقلال کامل خود از امپراتوری عثمانی را مطابق پیمان ۱۸۷۸ برلین بدست آورد. همچنین، در دوره حکومت او ارتش رومانی توانست ناحیه دوبرویا جنوبی را در ۱۹۱۳ میلادی، از بلغارستان بگیرد. اگرچه، شیوه زمینداری در رومانی و بها دادن بیش از حد به زمین‌داران سبب دو شورش بزرگ دهقانی (یکی در والاچیا در آوریل ۱۸۸۸ و دیگری در مولدووا در مارس ۱۹۰۷) گردید.
او با الیزابت وید در نویوید در تاریخ ۱۵ نوامبر ۱۸۶۹ میلادی ازدواج کرد که حاصل آن، دختری به نام ماریا بود که در سن سه سالگی درگذشت.
کارول هیچگاه صاحب ولیعهد پسر نشد و بنابراین، برادرش لئوپولد را به عنوان شاه بعدی اعلام کرد اما لئوپولد در اکتبر ۱۸۸۰ میلادی از این مقام صرف‌نظر کرد و آن را به پسرش ویلهلم سپرد. ویلهلم نیز شش سال بعد مقام ولایت‌عهدی را به برادر کوچکترش، فردیناند، واگذار کرد که در ۱۹۱۴ میلادی به عنوان شاه جدید رومانی به سلطنت رسید.

## منابع

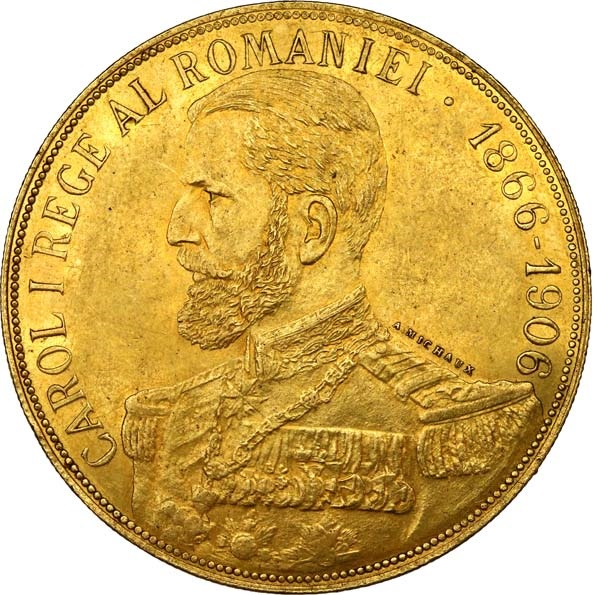
مدال یادبود چهلمین سال سلطنت کارل یکم؛ طراحی میچاکس